# Do 26 (航空機)
ドルニエ Do 26
離水するDo 26A V-1, D-AGNT "ゼーアドラー"
- 用途：輸送機、偵察機
- 分類：飛行艇
- 製造者：ドルニエ
- 初飛行：1938年5月21日
- 生産数：6機
- 運用開始：1939年
- 退役：1945年

Do 26 は第二次世界大戦の開戦前にドイツのドルニエ社で開発された飛行艇である。ルフトハンザ航空の大西洋横断郵便機として開発されたが、第二次世界大戦開戦により軍用に改造され、洋上偵察や輸送任務に使用された。しかし、生産は試作機6機だけで、量産されないまま終わった。

## 設計と開発
時として「今まで製造された中で最も美しい飛行艇」と称される流麗なDo 26は全金属製で、艇体は中央のキールと艇体途中までのステップ、主翼はガルウィング形状で外翼部には完全引き込み式の薄い安定フロートを備えていた。
4基のユンカース ユモ 205C ディーゼルエンジンは、主翼の上反角部分と水平部分の接合部に置かれた縦列のエンジンナセルに牽引／推進式に取り付けられていた。後部（推進用）エンジンは、前方プロペラが生じさせる飛沫と、3枚ブレードのエアスクリューが衝突することを避けるため、離水・着水時に10度上方へ傾けることができた。
機体尾部は1枚の水平尾翼、1枚の垂直尾翼と方向舵で構成された通常の形式であった。

## 運用の歴史

### 戦前

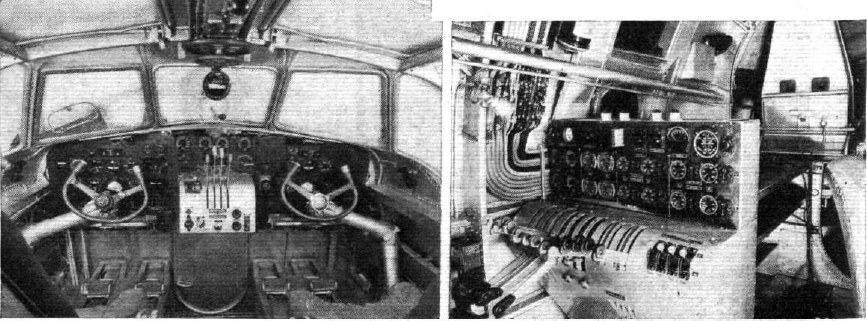
Do 26A-V1「ゼーアドラー」の機内

1937年にルフトハンザドイツ航空は、特殊装置を備えた船のカタパルトから発進できるように設計された大西洋横断航空郵便用の3機のDo 26を発注した。試作1号機「ゼーアドラー、（Seeadler、海鷲の意。機体記号：D-AGNT）」が、エーリヒ・グンダーマン（Erich Gundermann）機長の操縦で1938年5月21日に、次の試作2号機「ゼーファルケ（Seefalke、海隼の意。機体記号：D-AWDS）」が、エゴン・ファト（Egon Fath）機長の操縦で1938年11月23日に初飛行を行った。両機は第二次世界大戦の勃発前に完成し、ルフトハンザに引き渡された。アメリカ合衆国との対立する立場から、ルフトハンザはこれらの機体を意図していた大西洋横断空路で運用することができなくなり、その代わりに1939年に南アフリカ連邦のバサーストとナタール州間の郵便輸送に使用した。試作3号機の「ゼーメーヴェ（Seemöwe、海鴎の意。機体記号：D-ASRA）」は、大戦の直前に完成した。
民間でのDo 26の特筆すべき飛行は、1939年2月14日に熟練のルフトハンザの機長シャック・フォン・ヴィッテノウ伯爵（Graf Schack von Wittenau）が「ゼーファルケ」で580kg（1,279lb）の医薬品を地震の被害を受けたチリへ、救援のために輸送したことであった。この飛行は10,700 km（6,600 mi）、約36時間に及び、本機の長距離飛行機としての性能を大いに発揮した。

### 第二次世界大戦
ルフトハンザドイツ航空の3機全ては1939年の第二次世界大戦の勃発と共に各々P5+AH、P5+BH、P5+CHの登録記号で軍用に徴発された。
続く3機のDo 26（V4 - V6）は、より強力な648 kW (880 hp)のユンカース ユモ 205 Dエンジンを装備したDo 26 Cとしてドイツ空軍向けに製造された。以前の3機にも類似の軍用としての改装が施された。武装は20 mm MG 151 機関砲が1門と7.92 mm MG 15 機関銃が3丁であった。

#### ノルウェー侵攻
Do 26は1940年4 - 5月のノルウェー侵攻作戦に参加し、エデュアルト・ディートル指揮下のナルヴィクで戦う孤立したドイツ軍への補給品、兵員、負傷兵の搬送を行った。この作戦中に3機が失われた。
1940年5月8日にV2号機（以前のゼーファルケ）は18名の山岳猟兵を搬送中に英国海軍の空母 アーク・ロイヤルの第803海軍航空隊所属のブラックバーン スクア 3機に撃墜された。V2号機がバランゲンのエフョルデン（Efjorden）に不時着した後、機長のシャック・フォン・ヴィッテノウ伯と搭乗員、18名の山岳猟兵達はノルウェー軍と激しい戦闘を行い捕虜となった。後に艦隊航空軍のトップ・エース・パイロットとなるフィリップ・ノエル・カールトン（Philip Noel Charlton） 中尉が搭乗していたブラックバーン スクア機の1機は、V2号機の反撃を受けハーシュタ近郊のトーヴィックに緊急着陸した。
その後1940年5月28日にV1号機（以前のゼーアドラー）とV3号機（以前のゼーメーヴェ）は共にナルヴィク近郊のロムバクスフィヨルド（Rombaksfjord）のシルドヴィック（Sildvik）の係留地でDSO、DFCとbar叙勲者でニュージーランド人のP.G. "パット" ジェームソン（P.G. "Pat" Jameson）大尉（後に大佐）が指揮する第46飛行隊所属の3機のホーカー ハリケーン機に発見、攻撃され沈没した。ナルヴィクの東の山岳地で戦うドイツ軍に届けられる予定の3門の山砲はV1号機とV3号機が破壊されたことにより失われたが、1門だけは1機が沈没する前に回収された。

#### 戦争後期
1940年11月16日にブレスト (フランス)でV5号機が夜間にカタパルト母船のフリーゼンラント（Friesenland）から発艦後に墜落し搭乗員は死亡した。1944年時点でトラフェミュンデの実験基地（Erprobungsstelle）に配備されていたV4号機と V6号機の運命は定かではない。

## 派生型
Do 26A
2機の試作機、V1号機 D-AGNT「ゼーアドラー」とV2号機 D-AWDS「ゼーファルケ」
Do 26B
3機目の試作機、V3号機 D-ASRA 「ゼーメーヴェ」
Do 26C
ユンカース ユモ 205Dエンジンと20 mm MG 151 機関砲を1門、7.92 mm MG 15 機関銃を3丁装備したドイツ空軍向けの軍用モデル。3機を製造。V1号機、V2号機とV3号機も同様に改修された。

## 運用
ドイツ国
- ルフトハンザドイツ航空 1938年から1939年にかけて2機のDo 26Aと1機のDo 26Bを運用。後に全機がドイツ空軍に引き渡された。.
- ドイツ空軍 製造された6機全てを運用。
  - トラフェミュンデ実験基地 (Erprobungsstelle Travemünde)
  - KGr.z.b.V. 108 （Trans-Ozean Staffel/KGr.z.b.V. 108で運用）[11]
  - Küstenfliegergruppe 406（Sonderstaffel/Ku.Fl.Gr.406で運用）[12]

## 現存機
戦後、V1号機「ゼーアドラー」とV3号機「ゼーメーヴェ」の残骸はナルヴィク沖合のノルウェー領海にあった。ゼーメーヴェの残骸は撤去されていたが、ゼーアドラーの胴体と主翼は元の場所に残されて（ダイバーに人気の場所となって）いた。コックピットの計器盤やプロペラといったゼーアドラーの部品の一部がナルヴィク戦争博物館に展示され、もう一つのプロペラがノルウェーのボドの飛行クラブで見ることが出来る。

## 十二試特殊飛行艇
1937年（昭和12年）に日本海軍は、日本からハワイ諸島の偵察ができる十二試特殊飛行艇の開発を開始したが、長距離飛行が可能な飛行艇として当時開発中だったDo 26を参考とすることにした。そのため、高翼単葉の機体フォルムや、Jumo205エンジンの採用、補助フロートの引き上げ方式等、機体各部にDo 26の影響を感じさせる機体となった。

## スペック
Do 26A
- 全長： 24.50m
- 全幅： 30.0m
- 全高： 6.90m
- 翼面積： 120 m2
- 空虚重量： 10,200 kg
- 全備重量： 20,000kg
- 搭載量： 500 kg

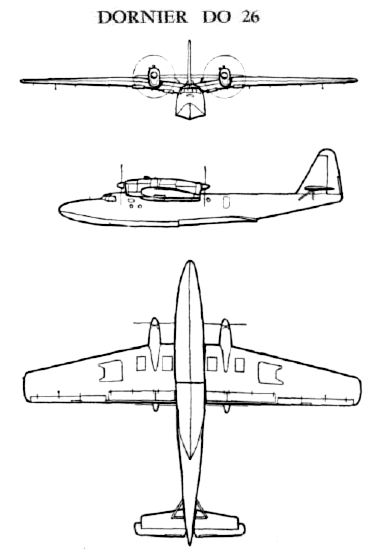
ドルニエ Do 26 三面図

- エンジン： ユンカース ユモ 205C 600 hp × 4
- 最大速度： 335km/h
- 巡航速度： 310km/h
- 航続距離： 9,000km
- 巡航高度： 4,600 m

Do 26V6
- 全長： 24.60m
- 全幅： 30.0m
- 全高： 6.85m
- 翼面積： 120 m2
- 空虚重量： 11,300 kg
- 全備重量： 22,500kg
- 搭載量： 500 kgか完全武装兵員12名 (1,102 lb)
- エンジン： ユンカース ユモ 205D 880 hp × 4
- 最大速度： 324km/h
- 航続距離： 7,100km
- 武装
  - 20 mm MG 151 機関砲 × 1（艇首銃座）
  - 7.92 mm MG 15 機関銃 × 3（後方）
- 乗員： 4名

## 書籍
- Hafsten, Bjørn; Ulf Larsstuvold, Bjørn Olsen, Sten Stenersen (1991) (Norwegian). Flyalarm – luftkrigen over Norge 1939–1945. Oslo: Sem og Stenersen AS. ISBN 82-7046-058-3
- Thomas, Andrew (2007). Royal Navy Aces of World War 2. Oxford: Osprey Publishing. ISBN 978-1-84603-178-6
- Vaagland, Per Olav (2003) (Norwegian). En infanteribataljon i strid – BN II/IR 15 i slaget om Narvik 1940. Oslo: Norwegian Armed Forces Museum. ISBN 82-91218-32-3